# Rolf Walter (Mathematiker)

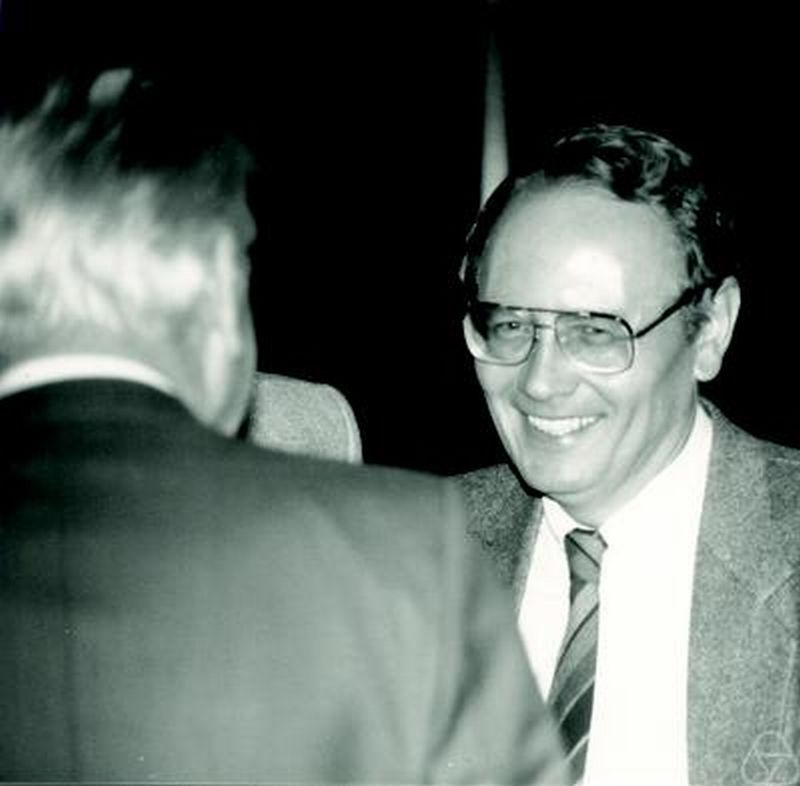
Rolf Walter, Bielefeld 1987

Rolf Walter (* 1. Februar 1937 in Karlsruhe; † 1. April 2022) war ein deutscher Mathematiker und Hochschullehrer. Er befasste sich vor allem Differentialgeometrie.

## Leben
Walter studierte an der Technischen Hochschule Karlsruhe und wurde 1960 Diplom-Mathematiker. Er wurde 1963 bei Martin Barner an der Universität Freiburg mit seiner Dissertation Über zweidimensionale Flächen mit Schmieglinien im vierdimensionalen affinen Raum zum Dr. rer. nat. promoviert und habilitierte sich auch 1968 in Freiburg mit seiner Habilitationsschrift Zur allgemeinen und projektiven Kinematik einparametriger Ebenenscharen. Von 1962 bis 1970 war er als Assistent an der TH Karlsruhe und an der Universität Freiburg tätig. Von 1968 bis 1972 war er Privatdozent und Dozent in Freiburg. Von 1972 bis zur Emeritierung war er ordentlicher Professor für Mathematik (Differentialgeometrie) an der Universität Dortmund.
Er befasste sich unter anderem mit der Differentialgeometrie von Flächen im vierdimensionalen Raum (unter anderem in seiner Dissertation), projektiver Differentialgeometrie sowie Konvexität und veröffentlichte Lehrbücher über Analysis, Lineare Algebra und Differentialgeometrie.
Zu seinen Doktoranden gehörte Victor Bangert.

## Schriften
- Lineare Algebra und analytische Geometrie. 2. Auflage. Vieweg 1985.
- Differentialgeometrie. 1978; 2. Auflage: BI Wissenschaftsverlag 1989.
- Konvexität in riemannschen Mannigfaltigkeiten. In: Jahresbericht der Deutschen Mathematiker-Vereinigung. Band 83, 1982, S. 1–31.
- Einführung in die lineare Algebra. 1982; 4. Auflage. Vieweg 1996.
- Einführung in die Analysis. 3 Bände. De Gruyter, 2007–2009.